# Liste der Monuments historiques in Néant-sur-Yvel
Die Liste der Monuments historiques in Néant-sur-Yvel führt die Monuments historiques in der französischen Gemeinde Néant-sur-Yvel auf.

## Liste der Bauwerke
| Bezeichnung    | Beschreibung | Standort                   | Kennzeichnung | Schutzstatus | Datum | Bild |
| -------------- | ------------ | -------------------------- | ------------- | ------------ | ----- | ---- |
| Schloss        |              | Le Bois de la Roche (Lage) | PA56000054    | Inscrit      | 2001  |      |
| Kreuz          |              | Place de l’Église (Lage)   | PA00091461    | Inscrit      | 1927  |      |
| Friedhofskreuz |              | (Lage)                     | PA00091460    | Inscrit      | 1927  |      |

## Liste der Objekte
- Monuments historiques (Objekte) in Néant-sur-Yvel in der Base Palissy des französischen Kultusministeriums